# Johnson M1941 (Maschinengewehr)
Das Johnson M1941 ist ein leichtes Maschinengewehr, das während des Zweiten Weltkrieges in den USA hergestellt wurde. Ab 1944 wurde eine Variante hergestellt, bei der der Holzkolben durch einen Kolben aus dem Verbundstoff Micarta ersetzt wurde; das Zweibein wurde durch eine einteilige Vorderstütze ersetzt, die auch als Vordergriff dienen konnte.

## Geschichte
Konstrukteur war Melvin Johnson, eigentlich Rechtsanwalt und Hauptmann der Reserve der Marineinfanterie. Er entwickelte auch das Gewehr Johnson M1941, das das gleiche Verschlusssystem hatte. Mit seinen ambitionierten Entwürfen war er der Meinung, bessere Schützenwaffen bereitstellen zu können als jene, die sich im Arsenal der amerikanischen Streitkräfte befanden. Während sich sein Gewehr nicht mit dem M1 Garand messen konnte, waren seine Ideen für ein MG schon solider. Im Bestand der United States Army befand sich kein wirklich leichtes Maschinengewehr, dieser Kategorie kam das sehr zuverlässige, aber doch wuchtige Browning Automatic Rifle noch am nächsten.

## Technik
Das Johnson 1941 ist ein Rückstoßlader mit kurzem Rücklauf und einem Drehkopfverschluss. Mit unterschiedlichen Pufferfedern, die zusätzlich zur Schließfeder den Rücklauf auffangen, kann die Kadenz von normalerweise 400–450 Schuss/Min. stark variiert werden. Die Waffe hat Magazinzufuhr, diese fassen 20 Schuss; Gurtzuführung war nicht vorgesehen. Der Magazinschacht ist links seitlich angebracht, was das Feuern aus der Deckung erleichtert. Wegen des langen links herausragenden Magazins ist die Waffe jedoch schlecht ausbalanciert und erweist sich beim Tragen als sperrig. Gleich wie das deutsche Fallschirmjägergewehr 42 ist das Johnson-MG je nach Feuermodus entweder aufschießend oder zuschießend.
- aufschießend (closed bolt): bei Einzelfeuer. Im Moment der Schussabgabe befindet sich der Verschluss im verriegelten Zustand, allein der Schlagbolzen bewegt sich. Die Waffe ist präziser zu schießen.

- zuschießend (open bolt): bei Dauerfeuer. Der Verschluss ist bei Feuerpausen in hinterer Stellung offen. Mit dem Auslösen des Abzugs schnellt er nach vorn und befördert dabei eine Patrone ins Lager. Die ruckhafte Bewegung beeinträchtigt zwar die Genauigkeit, wichtiger ist hier jedoch die Vermeidung von Laufüberhitzungen. Mit offenem Verschluss kann der Lauf kühlen, mit der leeren Kammer sind auch Selbstzündungen der Munition (Cook offs) ausgeschlossen.

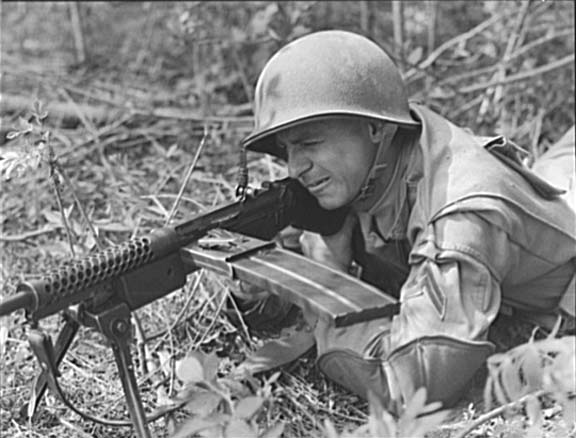
Johnson-MG im liegenden Anschlag

Um den Rückstoß geradlinig zur Schulter des Schützen zu führen und das „Klettern“ der Laufmündung einzuschränken, wurde der Kolben in der Laufachse angebracht. Dafür mussten Kimme und Korn erhöht angebracht werden, charakteristisch war der Kornsockel über der Mündung. Diese Anordnung der Schäftung und des Visiers wurde zwei Jahrzehnte später von Eugene Stoner für seine AR-Serie übernommen, die im M16 mündete. Trotz seiner geringen Masse und seiner innovativen Eigenschaften blieb dem Johnson-MG ein großer Erfolg versagt. Es wurden nur etwa 10.000 Stück hergestellt, die zu gleichen Teilen an das United States Marine Corps sowie an niederländische Kolonialtruppen nach Indonesien geliefert wurden.

## Israel
Als sich die Hagana nach dem Israelischen Unabhängigkeitskrieg weltweit um die Beschaffung von Waffen bemühte, geriet sie in den Vereinigten Staaten an einen Ingenieur, der an der Produktion des Johnson-MG beteiligt war. Er händigte nicht nur die Konstruktionspläne aus, sondern auch Werkzeuge für die Fertigung. In Israel wurde die Waffe als leichtes Maschinengewehr Dror (hebräisch: Freiheit) im Untergrund nachgebaut. Da die passende amerikanische Munition fehlte, musste das MG auf die Randpatrone .303 British umgerüstet werden, derer sich die Hagana in beträchtlichen Mengen bemächtigt hatte. Später erfolgte noch eine weitere Umstellung auf das deutsche Kaliber 7,92 × 57 mm Mauser, doch von keiner Variante wurden viele Exemplare gebaut. Im staubigen Wüstenklima bewährte sich das Dror-MG nicht, Israel verließ sich verstärkt auf Waffenlieferungen aus der Tschechoslowakei.